# Pasadena Panthers

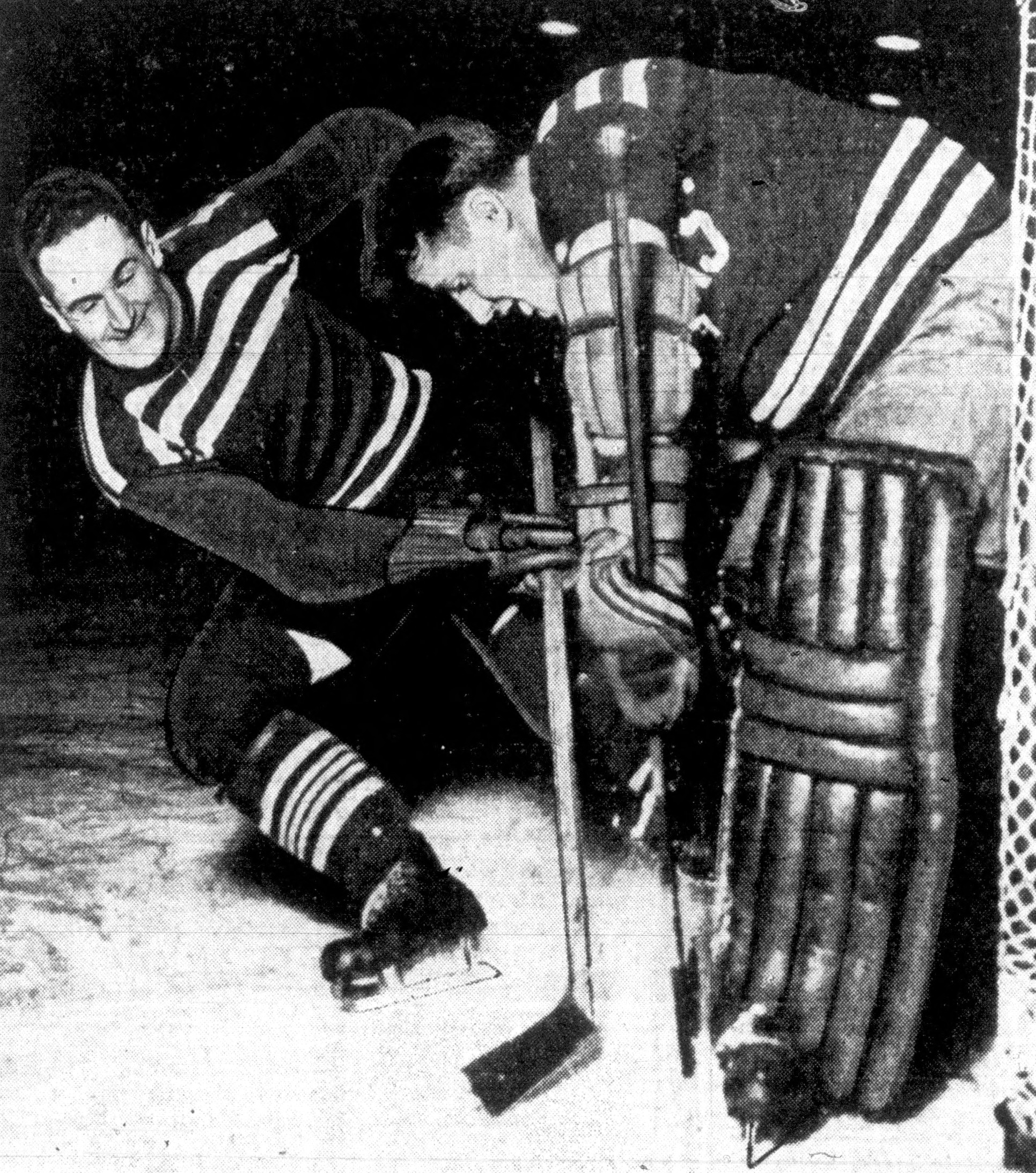
Charlie Sands (links) und George Caron (rechts) der Pasadena Panthers (1945)

Die Pasadena Panthers waren ein US-amerikanisches Eishockeyfranchise der Pacific Coast Hockey League in Pasadena, Kalifornien.

## Geschichte
Die Pasadena Panthers wurden 1943 als Amateurmannschaft gegründet. Zunächst spielten sie ein Jahr lang in der Southern California Hockey League, ehe das Franchise zur Saison 1944/45 in deren Nachfolgewettbewerb, die Profiliga Pacific Coast Hockey League, wechselte. In dieser kamen sie bei ihrer einzigen Teilnahme nicht über den vierten und somit letzten Platz der South Division hinaus. Von ihren 18 Saisonspielen konnten sie nur vier gewinnen. Anschließend stellte die Mannschaft nach nur insgesamt zweijährigem Bestehen den Spielbetrieb wieder ein. 

## Saisonstatistik (PCHL)
Abkürzungen: GP = Spiele, W = Siege, L = Niederlagen, T = Unentschieden, OTL = Niederlagen nach Overtime SOL = Niederlagen nach Shootout, Pts = Punkte, GF = Erzielte Tore, GA = Gegentore, PIM = Strafminuten
| Saison  | GP | W | L  | T | OTL | SOL | Pts | GF | GA  | Platz     | Playoffs |
| 1944/45 | 18 | 4 | 13 | 1 | —   | —   | 9   | 95 | 111 | 4., South |          |